# John Wycliffe (1984)
John Wycliffe (auch: John Wycliffe – The Morning Star und John Wycliff – Ein Leben für die Bibel) ist ein englischer Spielfilm aus dem Jahr 1984, in der Peter Howell den Prä-Reformator John Wycliffe spielt.

## Handlung
Der englische Geistliche John Wycliffe beginnt präreformatorische Gedanken zu formulieren. Trotz des nicht existierenden Buchdrucks verbreiten sich seine Schriften als Abschriften. Seine Anhänger, Lollarden genannt, bringen sie unters Volk. Einige der Bauern berufen sich auf ihn und beginnen sich der Obrigkeit zu widersetzen. Der englische Bauernaufstand bricht aus. Doch Wycliffe erklärt, dass er für das Verhalten der Bauern keine Verantwortung trägt. Er beginnt die Bibel in die englische Volkssprache zu übersetzen. Doch bald darauf stirbt er hochbetagt an einem Schlaganfall. Das Konzil von Konstanz erklärte ihn 30 Jahre nach seinem Tod zum Ketzer. Seine Gebeine werden aus seinem Grab entnommen und zu Asche verbrannt. Die Asche wird in einen naheliegenden Fluss geschüttet.

## Historische Ungenauigkeiten
- Der Turm der Universität von Oxford, wie er im Film zu sehen ist, wurde erst im 16. Jahrhundert gebaut.
- Es ist strittig, ob Wycliffe einen Bart hatte. Die Bilder von ihm, auf denen er mit Bart dargestellt wird, sind erst viel später entstanden.[1] (Allerdings muss man ihn ja dann doch in irgendeiner Form darstellen.)
- Hinsichtlich der Szene, in der die Eltern zu Wycliffe kommen und ihm von ihren Leid erzählen, dass ihr Kind ungetauft gestorben sei, ist zu betonen, dass das Sakrament der Taufe ein Sakrament für Wycliffe darstellte. An der althergebrachten Kirchenlehre wollte er nichts verändern. Diese Szene ist somit zumindest missverständlich.[2]
- Ein Treffen zwischen Wycliffe und John Ball ist historisch äußerst umstritten.[3]
- John of Gaunt stürmt zu Wycliffe und beschwert sich wegen dessen Abendmahlslehre. Richtig ist, dass er sich beschwerte.[4] Jedoch meint Wycliffe im Film, dass die Abendmahlslehre etwas „Neues“ sei. Das ist missverständlich. Seit dem Jahr 1215 war die Abendmahlslehre ein Dogma. Die Lehre war also nicht „neu“.[5] Richtig ist, dass es vor dieser Zeit keine dogmatischen Vorstellungen zur Abendmahlslehre gab.[6]
- Ein Student geht mit den Schriften Wycliffes zurück nach Böhmen. Die Szene ist so erfunden. Dennoch sind seine Schriften „unter anderem“ tatsächlich durch Studenten nach Prag gekommen, wo sie dann von Jan Hus aufgegriffen wurden.[7]
- Wycliffe erläutert seinen Plan, die Bibel zu übersetzen. Wycliffe erklärt, dass die Bibel in der damaligen griechischen Volkssprache geschrieben worden sei und Hieronymus hätte die Bibel ins Vulgärlatein übersetzt. Der Film suggeriert hier, dass Wycliffe die Bibel aus dem griechischen Urtext übersetzt hätte. Das ist falsch. Er übersetzte aus der Vulgata.
- Die Szene, in der das Grab von Wycliffe geöffnet werden soll, spielt am falschen Ort, denn die Szene spielt offensichtlich nicht auf dem Kirchhof oder in einer Kirche mit zugehöriger Kirchengruft. Richtig ist aber, dass das Grab von Wycliffe in einer „Pfarrkirche“ und nicht wie im Film in der Wildnis lag.[8]
- Die Exhumierung fand an einem Abend im Winter und nicht am helllichten Tag in der Sommerzeit, wie offensichtlich im Film zu sehen, statt.[9]
- Die Behauptung der Schlussszene, dass die Lehren Wycliffes sich wie dessen verstreute Asche über die ganze Welt verbreitet hätten, ist so nicht richtig. Einen wirklichen Zusammenhang zwischen Präreformation und Reformation konnte die Geschichtswissenschaft nicht liefern. Erst mit Martin Luther konnte sich die Reformation durchsetzen. Doch Luthers Lehren hatten zwar Ähnlichkeit mit denen von Wycliffe, aber absolut identisch waren sie nicht.